# Volta ao País Basco de 2014
A 54.ª edição da Volta ao País Basco foi uma competição de ciclismo que se disputou entre 7 e 12 de abril de 2014, estando composta por seis etapas: cinco em estrada e a última em contrarrelógio, para completar assim um percurso total de 843,7 quilómetros.
A prova pertenceu ao UCI WorldTour de 2014.
O vencedor final foi Alberto Contador, quem depois de vencer no primeiro dia manteve-se à frente da classificação geral durante toda a corrida para conseguir assim seu terceiro triunfo absoluto na rodada basca. Acompanharam-lhe no pódio Michał Kwiatkowski e Jean-Christophe Péraud, respectivamente.
Nas classificações secundárias impuseram-se Davide Villella (montanha), Michał Kwiatkowski (regularidade), Omar Fraile (metas volantes) e o BMC (equipas). O corredor com mais vitórias foi Tony Martin, ao adjudicar-se duas etapas (uma em estrada e a contrarrelógio final).

## Equipas participantes
Tomaram parte na corrida 19 equipas: todos os UCI ProTeam  (ao ser obrigada sua participação), mais uns Profissional Continental convidado pela organização, que foi a Caja Rural-Seguros RGA. Formando assim um pelotão de 152 ciclistas, com 8 corredores cada equipa, dos que acabaram 115. As equipas participantes foram:
| Equipes ProTeam (18)- AG2R La Mondiale - Astana - Belkin - BMC Racing Team - Cannondale - Team Europcar - FDJ.fr - Garmin-Sharp - Giant-Shimano - Katusha - Lampre-Merida - Lotto-Belisol - Movistar Team - Omega Pharma-Quick Step - Orica-GreenEDGE - Sky - Tinkoff-Saxo - Trek Factory Racing Equipe profissional Continental- Caja Rural–Seguros RGA |
| |

## Etapas
| Etapa | Data    | Percurso                          | type                      | Distância (km) | Vencedor         | Líder geral      |
| ----- | ------- | --------------------------------- | ------------------------- | -------------- | ---------------- | ---------------- |
| 1     | 7 abr.  | Ordizia – Ordizia                 | etapa escarpada           | 153,4          | Alberto Contador | Alberto Contador |
| 2     | 8 abr.  | Ordizia – Dantxaria               | etapa plana               | 155,8          | Tony Martin      | Alberto Contador |
| 3     | 9 abr.  | Urdax – Vitoria-Gasteiz           | média montanha            | 194,7          | Michael Matthews | Alberto Contador |
| 4     | 10 abr. | Vitoria-Gasteiz – Arrate          | alta montanha             | 151            | Wout Poels       | Alberto Contador |
| 5     | 11 abr. | Eibar – Marquina-Jeméin           | média montanha            | 160,2          | Ben Swift        | Alberto Contador |
| 6     | 12 abr. | Marquina-Jeméin – Marquina-Jeméin | contrarrelógio individual | 25,9           | Tony Martin      | Alberto Contador |

## Desenvolvimento da corrida

### Etapa 1
| Ordizia - Ordizia | etapa escarpada | (153,4 km) |

#### Resumo
A primeira etapa, com início e final em Ordicia, constava de um percurso pela comarca guipuzcoana do Goyerri, sendo sua principal dificuldade o duplo passo pela localidade de Gainza. Este muro de uns 2 km, inédito na rodada basca por dita vertente, tinha uma pendente média de 13%, e depois de subí-lo por segunda vez restariam menos de 7 km até meta situada na vila ferial.
A escapada da jornada esteve composta por quatro corredores: Davide Villella, Matteo Montaguti, Romain Sicard e Fabricio Ferrari; este cuarteto chegou a contar com uma vantagem de 4 min 44 s sobre o pelotão. Na primeira ascensão a Gaínza os italianos Montaguti e Villella ficaram destacados em cabeça, com suas até então parceiros de fuga a 30 s e o grupo principal a 2 minutos. Na cota de Okorro sucederam-se as tentativas de fuga de Philippe Gilbert e Jelle Vanendert primeiro e de Amets Txurruka depois, todos eles sem sucesso; para o alto de Orendáin [[]] o pelotão tinha neutralizado a todos os escapados, e o posterior ataque de Tom Dumoulin no meio de Abalcisqueta também não serviu para abrir diferenças.
O pelotão chegou assim agrupado à segunda subida a Gaínza, última cota do dia, após ter estado comandado durante praticamente todo o dia pelo Tinkoff-Saxo de Alberto Contador e o Movistar de Alejandro Valverde. Foi precisamente Valverde, que já tinha encabeçado o grupo na primeira ascensão, quem pôs a primeira mudança de ritmo, levando a sua roda a Contador e se formando por detrás um sexteto perseguidor composto por Michał Kwiatkowski, Cadel Evans, Damiano Cunego, Jean-Christophe Péraud, Mikel Nieve e Yuri Trofímov. Mediado o muro chegou o ataque de Contador, que coroou com 15 s sobre Valverde e 34 s sobre o grupo de seis.
No descida até Ordicia as diferenças mantiveram-se estáveis, pelo que Contador cruzou a linha de meta para ganhar a etapa e se converter no primeiro camisola amarelo dessa edição. A catorze segundos chegou Valverde, e a médio minuto o sexteto encabeçado por Kwiatkowski. Outros aspirantes à disputa da classificação geral como Roman Kreuziger, Samuel Sánchez, Jurgen Van den Broeck, Tejay van Garderen ou Simon Špilak chegaram a quase um minuto do líder, enquanto ficavam já descartados o campeão do mundo Rui Costa (a mais de 4 min) ou Bauke Mollema (a mais de 9 min).
| \| Classificação por etapas \| Classificação por etapas \| Classificação por etapas \| Classificação por etapas \| Classificação por etapas \| \| Ciclista \| Ciclista \| Equipe \| Tempo \| \| \| ------------------------ \| ------------------------ \| ------------------------ \| ------------------------ \| ------------------------ \| \| 1. \| Alberto Contador \| Tinkoff-Saxo \| 4h05m07s \| \| \| 2. \| Alejandro Valverde \| Movistar Team \| + 14s \| \| \| 3. \| Michał Kwiatkowski \| Omega Pharma-Quick Step \| + 34s \| \| \| 4. \| Yuri Trofimov \| Katusha \| + 36s \| \| \| 5. \| Damiano Cunego \| Lampre-Merida \| + 36s \| \| \| 6. \| Jean-Christophe Péraud \| AG2R La Mondiale \| + 36s \| \| \| 7. \| Mikel Nieve \| Team Sky \| + 36s \| \| \| 8. \| Cadel Evans \| BMC Racing Team \| + 36s \| \| \| 9. \| Roman Kreuziger \| Tinkoff-Saxo \| + 54s \| \| \| 10. \| Mikel Landa \| Astana \| + 54s \| \| |                        |                         |          |
| |                        |                         |          |
| |                        |                         |          |
| Classificação por etapas |                        |                         |          |
| Ciclista | Ciclista               | Equipe                  | Tempo    |
| 1. | Alberto Contador       | Tinkoff-Saxo            | 4h05m07s |
| 2. | Alejandro Valverde     | Movistar Team           | + 14s    |
| 3. | Michał Kwiatkowski     | Omega Pharma-Quick Step | + 34s    |
| 4. | Yuri Trofimov          | Katusha                 | + 36s    |
| 5. | Damiano Cunego         | Lampre-Merida           | + 36s    |
| 6. | Jean-Christophe Péraud | AG2R La Mondiale        | + 36s    |
| 7. | Mikel Nieve            | Team Sky                | + 36s    |
| 8. | Cadel Evans            | BMC Racing Team         | + 36s    |
| 9. | Roman Kreuziger        | Tinkoff-Saxo            | + 54s    |
| 10. | Mikel Landa            | Astana                  | + 54s    |

| \| Classificação geral \| Classificação geral \| Classificação geral \| Classificação geral \| Classificação geral \| \| Ciclista \| Ciclista \| Equipe \| Tempo \| \| \| ------------------- \| ---------------------- \| ----------------------- \| ------------------- \| ------------------- \| \| 1. \| Alberto Contador \| Tinkoff-Saxo \| 4h05m07s \| \| \| 2. \| Alejandro Valverde \| Movistar Team \| + 14s \| \| \| 3. \| Michał Kwiatkowski \| Omega Pharma-Quick Step \| + 34s \| \| \| 4. \| Yuri Trofimov \| Katusha \| + 36s \| \| \| 5. \| Damiano Cunego \| Lampre-Merida \| + 36s \| \| \| 6. \| Jean-Christophe Péraud \| AG2R La Mondiale \| + 36s \| \| \| 7. \| Mikel Nieve \| Team Sky \| + 36s \| \| \| 8. \| Cadel Evans \| BMC Racing Team \| + 36s \| \| \| 9. \| Roman Kreuziger \| Tinkoff-Saxo \| + 54s \| \| \| 10. \| Mikel Landa \| Astana \| + 54s \| \| |                        |                         |          |
| |                        |                         |          |
| |                        |                         |          |
| Classificação geral |                        |                         |          |
| Ciclista | Ciclista               | Equipe                  | Tempo    |
| 1. | Alberto Contador       | Tinkoff-Saxo            | 4h05m07s |
| 2. | Alejandro Valverde     | Movistar Team           | + 14s    |
| 3. | Michał Kwiatkowski     | Omega Pharma-Quick Step | + 34s    |
| 4. | Yuri Trofimov          | Katusha                 | + 36s    |
| 5. | Damiano Cunego         | Lampre-Merida           | + 36s    |
| 6. | Jean-Christophe Péraud | AG2R La Mondiale        | + 36s    |
| 7. | Mikel Nieve            | Team Sky                | + 36s    |
| 8. | Cadel Evans            | BMC Racing Team         | + 36s    |
| 9. | Roman Kreuziger        | Tinkoff-Saxo            | + 54s    |
| 10. | Mikel Landa            | Astana                  | + 54s    |

### Etapa 2
| Ordizia - Dantxaria | etapa plana | (155,8 km) |

#### Resumo
A segunda etapa tinha duas partes diferenciadas: após superar quatro portos de montanha, o último deles a venda de Lizaieta, os 50 km finais por estradas navarras e labortanas não incluíam nenhuma cota pontuável mas se caracterizavam por seu perfil avariado e traçado sinuoso até meta de Dancharinea (Urdax). Entre quem não tomaram a saída nesse dia esteve Carlos Betancur, que já no dia anterior tinha ficado sem opções depois de acumular um grande atraso.
A escapada da jornada esteve composta por sete corredores: Tony Martin e Jan Bakelants, ambos do Omega Pharma-Quick Step, mais Gorka Izagirre, Maxime Monfort, Hubert Dupont, Davide Malacarne e Bob Jungels. A fuga, composta em torno do quilómetro vinte, coroou Lizaieta com 2 min 30 s sobre o pelotão, do que até então tinha atirado praticamente em solitário o Tinkoff-Saxo do líder. A partir desse momento esquadras como Orica GreenEDGE, BMC, Garmin Sharp ou Sky começaram a situar em cabeça do grupo a algum dos seus gregários, em aras de dar caça a uma escapada na que não tinham nenhum representante e com o objectivo de lutar pelo triunfo de etapa.
A 20 km de meta a renda dos fugados era já inferior ao minuto, e Tony Martin realizou uma mudança de ritmo que rompeu o grupo de escapados para deixar em cabeça de corrida um trío composto pelo próprio Martin, seu colega Bakelants e Izagirre; com Martin atirando do terceto, a diferença sobre o pelotão voltou a situar em torno de um minuto. Bakelants lançou nesse momento um ataque ao que teve que responder Izagirre, momento no que Tony Martin realizou um contraataque que lhe permitiu se marchar em solitário. O alemão, triplo campeão do mundo contrarrelógio, soube administrar sua renda durante os algo mais de 10 km que restavam até Dancharinea e chegou à localidade fronteiriça com tempo para celebrar a que era sua terceira vitória de etapa na rodada basca, a primeira em linha.
No pelotão, que nessa parte final pôde neutralizar a todos os fugidos salvo ao vencedor Martin, Alejandro Valverde protagonizou nos sucessivos repechos duas arrancadas com as que não obstante não pôde descolar ao camisola amarelo Alberto Contador, e os ataques de Philippe Gilbert e outros em Zugarramurdi resultaram também infrutuosos. Dessa maneira, o grande grupo chegou a meta a médio minuto do vencedor, após o apertado sprint entre Ben Swift e Michał Kwiatkowski para fazer-se com a segunda praça.
| \| Classificação por etapas \| Classificação por etapas \| Classificação por etapas \| Classificação por etapas \| Classificação por etapas \| \| Ciclista \| Ciclista \| Equipe \| Tempo \| \| \| ------------------------ \| ------------------------ \| ------------------------ \| ------------------------ \| ------------------------ \| \| 1. \| Tony Martin \| Omega Pharma-Quick Step \| 3h46m17s \| \| \| 2. \| Ben Swift \| Team Sky \| + 30s \| \| \| 3. \| Michał Kwiatkowski \| Omega Pharma-Quick Step \| + 30s \| \| \| 4. \| Damiano Cunego \| Lampre-Merida \| + 30s \| \| \| 5. \| Paul Martens \| Belkin \| + 30s \| \| \| 6. \| Alejandro Valverde \| Movistar Team \| + 30s \| \| \| 7. \| Maxim Iglinsky \| Astana \| + 30s \| \| \| 8. \| Yukiya Arashiro \| Team Europcar \| + 30s \| \| \| 9. \| Michael Matthews \| Orica-GreenEDGE \| + 30s \| \| \| 10. \| Rinaldo Nocentini \| AG2R La Mondiale \| + 30s \| \| |                    |                         |          |
| |                    |                         |          |
| |                    |                         |          |
| Classificação por etapas |                    |                         |          |
| Ciclista | Ciclista           | Equipe                  | Tempo    |
| 1. | Tony Martin        | Omega Pharma-Quick Step | 3h46m17s |
| 2. | Ben Swift          | Team Sky                | + 30s    |
| 3. | Michał Kwiatkowski | Omega Pharma-Quick Step | + 30s    |
| 4. | Damiano Cunego     | Lampre-Merida           | + 30s    |
| 5. | Paul Martens       | Belkin                  | + 30s    |
| 6. | Alejandro Valverde | Movistar Team           | + 30s    |
| 7. | Maxim Iglinsky     | Astana                  | + 30s    |
| 8. | Yukiya Arashiro    | Team Europcar           | + 30s    |
| 9. | Michael Matthews   | Orica-GreenEDGE         | + 30s    |
| 10. | Rinaldo Nocentini  | AG2R La Mondiale        | + 30s    |

| \| Classificação geral \| Classificação geral \| Classificação geral \| Classificação geral \| Classificação geral \| \| Ciclista \| Ciclista \| Equipe \| Tempo \| \| \| ------------------- \| ---------------------- \| ----------------------- \| ------------------- \| ------------------- \| \| 1. \| Alberto Contador \| Tinkoff-Saxo \| 7h51m54s \| \| \| 2. \| Alejandro Valverde \| Movistar Team \| + 14s \| \| \| 3. \| Michał Kwiatkowski \| Omega Pharma-Quick Step \| + 34s \| \| \| 4. \| Damiano Cunego \| Lampre-Merida \| + 36s \| \| \| 5. \| Cadel Evans \| BMC Racing Team \| + 36s \| \| \| 6. \| Jean-Christophe Péraud \| AG2R La Mondiale \| + 36s \| \| \| 7. \| Mikel Nieve \| Team Sky \| + 36s \| \| \| 8. \| Yuri Trofimov \| Katusha \| + 36s \| \| \| 9. \| Roman Kreuziger \| Tinkoff-Saxo \| + 54s \| \| \| 10. \| Mikel Landa \| Astana \| + 54s \| \| |                        |                         |          |
| |                        |                         |          |
| |                        |                         |          |
| Classificação geral |                        |                         |          |
| Ciclista | Ciclista               | Equipe                  | Tempo    |
| 1. | Alberto Contador       | Tinkoff-Saxo            | 7h51m54s |
| 2. | Alejandro Valverde     | Movistar Team           | + 14s    |
| 3. | Michał Kwiatkowski     | Omega Pharma-Quick Step | + 34s    |
| 4. | Damiano Cunego         | Lampre-Merida           | + 36s    |
| 5. | Cadel Evans            | BMC Racing Team         | + 36s    |
| 6. | Jean-Christophe Péraud | AG2R La Mondiale        | + 36s    |
| 7. | Mikel Nieve            | Team Sky                | + 36s    |
| 8. | Yuri Trofimov          | Katusha                 | + 36s    |
| 9. | Roman Kreuziger        | Tinkoff-Saxo            | + 54s    |
| 10. | Mikel Landa            | Astana                  | + 54s    |

### Etapa 3
| Urdax - Vitoria-Gasteiz | média montanha | (194,7 km) |

#### Resumo
A etapa mais longa dessa edição concluía com a tradicional chegada à Avenida Gasteiz em Vitoria: com um perfil eminentemente plano pela Llanada Alavesa, nos últimos 30 quilómetros os corredores deveriam superar duas pequenas cotas antes da previsível chegada ao sprint.
Após outras tentativas frustradas, a escapada do dia foi a protagonizada por Rubén Fernández, quem mediada a etapa contava com mais de 6 minutos de vantagem sobre o pelotão. No entanto, quando o Orica GreenEDGE de Michael Matthews ou o Sky de Ben Swift começaram a atirar do pelotão a diferença se foi reduzindo paulatinamente, e Fernández foi atingido a 33 km de meta.
Nos dois suaves portos de Vitoria e Zaldiaran não se produziram ataques. Assim, o mais destacado foi a pugna em cabeça do pelotão entre as equipas dos velocistas, em sua luta por se fazer com a melhor colocação para seus homens rápidos ante a iminente chegada em massa.
Já na capital alavesa, o vencedor do sprint foi Michael Matthews, que aproveitou o trabalho de lançador de seu colega Simon Gerrans para conseguir o terceiro triunfo consecutivo do conjunto australiano na cidade. Segundo foi Kévin Réza e terceiro Michał Kwiatkowski, repetindo o posto conseguido nas duas jornadas anteriores, por adiante de um Swift que tinha ficado fechado e Paul Martens.
| \| Classificação por etapas \| Classificação por etapas \| Classificação por etapas \| Classificação por etapas \| Classificação por etapas \| \| Ciclista \| Ciclista \| Equipe \| Tempo \| \| \| ------------------------ \| ------------------------ \| ------------------------ \| ------------------------ \| ------------------------ \| \| 1. \| Michael Matthews \| Orica-GreenEDGE \| 5h02m10s \| \| \| 2. \| Kévin Réza \| Team Europcar \| + 0s \| \| \| 3. \| Michał Kwiatkowski \| Omega Pharma-Quick Step \| + 0s \| \| \| 4. \| Ben Swift \| Team Sky \| + 0s \| \| \| 5. \| Paul Martens \| Belkin \| + 0s \| \| \| 6. \| Yukiya Arashiro \| Team Europcar \| + 0s \| \| \| 7. \| Daniele Ratto \| Cannondale \| + 0s \| \| \| 8. \| Maxim Iglinsky \| Astana \| + 0s \| \| \| 9. \| Enrico Gasparotto \| Astana \| + 0s \| \| \| 10. \| Tosh Van der Sande \| Lotto-Belisol \| + 0s \| \| |                    |                         |          |
| |                    |                         |          |
| |                    |                         |          |
| Classificação por etapas |                    |                         |          |
| Ciclista | Ciclista           | Equipe                  | Tempo    |
| 1. | Michael Matthews   | Orica-GreenEDGE         | 5h02m10s |
| 2. | Kévin Réza         | Team Europcar           | + 0s     |
| 3. | Michał Kwiatkowski | Omega Pharma-Quick Step | + 0s     |
| 4. | Ben Swift          | Team Sky                | + 0s     |
| 5. | Paul Martens       | Belkin                  | + 0s     |
| 6. | Yukiya Arashiro    | Team Europcar           | + 0s     |
| 7. | Daniele Ratto      | Cannondale              | + 0s     |
| 8. | Maxim Iglinsky     | Astana                  | + 0s     |
| 9. | Enrico Gasparotto  | Astana                  | + 0s     |
| 10. | Tosh Van der Sande | Lotto-Belisol           | + 0s     |

| \| Classificação geral \| Classificação geral \| Classificação geral \| Classificação geral \| Classificação geral \| \| Ciclista \| Ciclista \| Equipe \| Tempo \| \| \| ------------------- \| ---------------------- \| ----------------------- \| ------------------- \| ------------------- \| \| 1. \| Alberto Contador \| Tinkoff-Saxo \| 12h54m03s \| \| \| 2. \| Alejandro Valverde \| Movistar Team \| + 14s \| \| \| 3. \| Michał Kwiatkowski \| Omega Pharma-Quick Step \| + 34s \| \| \| 4. \| Damiano Cunego \| Lampre-Merida \| + 36s \| \| \| 5. \| Cadel Evans \| BMC Racing Team \| + 36s \| \| \| 6. \| Jean-Christophe Péraud \| AG2R La Mondiale \| + 36s \| \| \| 7. \| Mikel Nieve \| Team Sky \| + 36s \| \| \| 8. \| Yuri Trofimov \| Katusha \| + 36s \| \| \| 9. \| Roman Kreuziger \| Tinkoff-Saxo \| + 54s \| \| \| 10. \| Mikel Landa \| Astana \| + 54s \| \| |                        |                         |           |
| |                        |                         |           |
| |                        |                         |           |
| Classificação geral |                        |                         |           |
| Ciclista | Ciclista               | Equipe                  | Tempo     |
| 1. | Alberto Contador       | Tinkoff-Saxo            | 12h54m03s |
| 2. | Alejandro Valverde     | Movistar Team           | + 14s     |
| 3. | Michał Kwiatkowski     | Omega Pharma-Quick Step | + 34s     |
| 4. | Damiano Cunego         | Lampre-Merida           | + 36s     |
| 5. | Cadel Evans            | BMC Racing Team         | + 36s     |
| 6. | Jean-Christophe Péraud | AG2R La Mondiale        | + 36s     |
| 7. | Mikel Nieve            | Team Sky                | + 36s     |
| 8. | Yuri Trofimov          | Katusha                 | + 36s     |
| 9. | Roman Kreuziger        | Tinkoff-Saxo            | + 54s     |
| 10. | Mikel Landa            | Astana                  | + 54s     |

### Etapa 4
| Urdax - Vitoria-Gasteiz | média montanha | (194,7 km) |

#### Resumo
A etapa rainha da rodada basca incluía em 40 últimos km em torno de Eibar três portos encadeados: a primeira subida a Arrate (Ixua), San Miguel e a segunda ascensão a Arrate (Usartza), restando desde esta pouco mais de dois quilómetros em ligeiro descida e a dupla curva esquerda-direita para chegar à meta situada junto ao Santuário de Arrate.
A primeira escapada do dia esteve composta por cinco corredores: Luis León Sánchez, Jean-Marc Marino, Aleksandr Dyachenko, Nelson Oliveira e Benjamin King. No entanto, o facto de que o Movistar não contasse com presença em dito grupo fez que o conjunto espanhol abortasse a tentativa. A esse frustrado movimento seguiram outros ataques, todos eles infructuosos.
No alto de Karabieta passaram destacados Kristijan Đurasek, Ben Gastauer e Tom Dumoulin, aos que na cota não pontuável de Miñota se somaram Romain Sicard primeiro e José Herrada depois, voltando a se formar uma fuga de cinco homens. Ao passo por Eibar que marcava o início dos decisivos 40 últimos quilómetros o quinteto contava com uma renda de um minuto sobre o grande grupo, do que atirava o Tinkoff-Saxo. Na primeira ascensão a Arrate (Ixua) Herrada ficou descolgado e desde o pelotão saltou seu parceiro Ion Izagirre para substituir-lhe no quinteto cabecero, do que tinha tentado se marchar sem sucesso Đurasek. A vantagem foi encurtando-se no suave porto de San Miguel, e em Elgóibar  (pouco antes do novo passo por Eibar) já tinham sido neutralizados por um pelotão comandado pelo Omega Pharma-Quick Step.
A última subida do dia e segunda a Arrate (Usartza) arrancou com sucessivos ataques que não conseguiram abrir oco, marchando o grupo principal ao ritmo marcado por Roman Kreuziger enquanto por detrás iam cedendo algumas unidades, como o até então bem classificado John Gadret. Pouco depois o líder Alberto Contador arrancou em duas ocasiões, mas em ambas saiu a sua roda Alejandro Valverde e a camisola amarelo desistiu de dar continuidade às suas mudanças de ritmo. Em parte-a final da ascensão produziu-se o ataque de Simon Špilak, que se levou com ele a Wout Poels e Thibaut Pinot, enquanto por detrás chegava a terceira tentativa de Contador, novamente secado por Valverde com a companhia de Yuri Trofímov, Landa e Mollema.
Finalmente Poels coroou com uns segundos de vantagem sobre os corredores reagrupados depois dele, e na suave baixada ao Santuário soube manter sua vantagem para cruzar vitorioso a linha de meta. A um segundo do neerlandês chegaram Valverde e Samuel Sánchez, quem a sua vez picaram dois segundos ao líder Contador e seus acompanhantes Slagter, Mollema, Trofímov, Evans, Landa, Cunego, Péraud, Van Garderen, Pinot e Špilak; mais sete segundos cedeu o até então terceiro Kwiatkowski. A perda de tempo foi maior para Neve, Van den Broeck ou Gesink, que depois dessa jornada passavam a acumular um atraso a mais de um minuto na geral.
| \| Classificação por etapas \| Classificação por etapas \| Classificação por etapas \| Classificação por etapas \| Classificação por etapas \| \| Ciclista \| Ciclista \| Equipe \| Tempo \| \| \| ------------------------ \| ------------------------ \| ------------------------ \| ------------------------ \| ------------------------ \| \| 1. \| Wout Poels \| Omega Pharma-Quick Step \| 3h39m29s \| \| \| 2. \| Alejandro Valverde \| Movistar Team \| + 1s \| \| \| 3. \| Samuel Sánchez \| BMC Racing Team \| + 1s \| \| \| 4. \| Tom Slagter \| Garmin-Sharp \| + 3s \| \| \| 5. \| Bauke Mollema \| Belkin \| + 3s \| \| \| 6. \| Yuri Trofimov \| Katusha \| + 3s \| \| \| 7. \| Cadel Evans \| BMC Racing Team \| + 3s \| \| \| 8. \| Mikel Landa \| Astana \| + 3s \| \| \| 9. \| Damiano Cunego \| Lampre-Merida \| + 3s \| \| \| 10. \| Alberto Contador \| Tinkoff-Saxo \| + 3s \| \| |                    |                         |          |
| |                    |                         |          |
| |                    |                         |          |
| Classificação por etapas |                    |                         |          |
| Ciclista | Ciclista           | Equipe                  | Tempo    |
| 1. | Wout Poels         | Omega Pharma-Quick Step | 3h39m29s |
| 2. | Alejandro Valverde | Movistar Team           | + 1s     |
| 3. | Samuel Sánchez     | BMC Racing Team         | + 1s     |
| 4. | Tom Slagter        | Garmin-Sharp            | + 3s     |
| 5. | Bauke Mollema      | Belkin                  | + 3s     |
| 6. | Yuri Trofimov      | Katusha                 | + 3s     |
| 7. | Cadel Evans        | BMC Racing Team         | + 3s     |
| 8. | Mikel Landa        | Astana                  | + 3s     |
| 9. | Damiano Cunego     | Lampre-Merida           | + 3s     |
| 10. | Alberto Contador   | Tinkoff-Saxo            | + 3s     |

| \| Classificação geral \| Classificação geral \| Classificação geral \| Classificação geral \| Classificação geral \| \| Ciclista \| Ciclista \| Equipe \| Tempo \| \| \| ------------------- \| ---------------------- \| ----------------------- \| ------------------- \| ------------------- \| \| 1. \| Alberto Contador \| Tinkoff-Saxo \| 16h33m35s \| \| \| 2. \| Alejandro Valverde \| Movistar Team \| + 12s \| \| \| 3. \| Damiano Cunego \| Lampre-Merida \| + 36s \| \| \| 4. \| Cadel Evans \| BMC Racing Team \| + 36s \| \| \| 5. \| Jean-Christophe Péraud \| AG2R La Mondiale \| + 36s \| \| \| 6. \| Yuri Trofimov \| Katusha \| + 36s \| \| \| 7. \| Michał Kwiatkowski \| Omega Pharma-Quick Step \| + 41s \| \| \| 8. \| Mikel Landa \| Astana \| + 54s \| \| \| 9. \| Wout Poels \| Omega Pharma-Quick Step \| + 55s \| \| \| 10. \| Samuel Sánchez \| BMC Racing Team \| + 56s \| \| |                        |                         |           |
| |                        |                         |           |
| |                        |                         |           |
| Classificação geral |                        |                         |           |
| Ciclista | Ciclista               | Equipe                  | Tempo     |
| 1. | Alberto Contador       | Tinkoff-Saxo            | 16h33m35s |
| 2. | Alejandro Valverde     | Movistar Team           | + 12s     |
| 3. | Damiano Cunego         | Lampre-Merida           | + 36s     |
| 4. | Cadel Evans            | BMC Racing Team         | + 36s     |
| 5. | Jean-Christophe Péraud | AG2R La Mondiale        | + 36s     |
| 6. | Yuri Trofimov          | Katusha                 | + 36s     |
| 7. | Michał Kwiatkowski     | Omega Pharma-Quick Step | + 41s     |
| 8. | Mikel Landa            | Astana                  | + 54s     |
| 9. | Wout Poels             | Omega Pharma-Quick Step | + 55s     |
| 10. | Samuel Sánchez         | BMC Racing Team         | + 56s     |

### Etapa 5
| Eibar - Marquina-Jeméin | média montanha | (160,2 km) |

#### Resumo
A penúltima etapa, última em estrada, consistia numa aproximação pela costa oriental Biscaia até Marquina-Jeméin, município pelo que a corrida passava em três ocasiões: depois do primeiro passo empreender-se-ia um circuito pela comarca de Leia Artibai com os suaves portos de Gontzagaigana e Santa Eufemia (mesmo traçado que a contrarrelógio do dia seguinte), e após o segundo passo os corredores se adentrarían nas estradas guipuzcoanas para superar Ixua e San Miguel antes de regressar à villa vizcaína para concluir a jornada.
Os primeiros quilómetros estiveram marcados pelas sucessivas tentativas de fuga, especialmente a infructuosa tentativa protagonizada por 13 ciclistas entre os que se encontravam o campeão do mundo Rui Costa, Amets Txurruka e Beñat Intxausti.
Finalmente a escapada do dia ficou formada por 17 corredores: Barguil, Albasini, Fraile, Luis León Sánchez, Serry, Malacarne, Sicard, Mollema, Zandio, Praça, Oliveira, Gilbert, Jungels, Fernández de Larrea, Iglinskiy, Wellens e Olivier, todos eles sem opções na geral. Estes dezassete homens chegaram pela primeira vez a Marquina com minuto e meio sobre o pelotão comandado pelo Tinkoff-Saxo. Depois de ascender Gontzagaigana os fugados contaram em Aulestia com uma vantagem máxima de 2 minutos, mas o trabalho de perseguição empreendido pelo Movistar desde a subida a Santa Eufemia fez que nesta cume a renda se reduzisse a menos de a metade. Na ascensão a Ixua pela vertente inversa à da etapa anterior ficaram em cabeça de corrida Jungels, Mollema e Wellens, quem ao igual que Pieter Weening seriam neutralizados pouco depois.
A um quilómetro de coroar San Miguel produziu-se o ataque de Alejandro Valverde, levando a sua roda ao líder Alberto Contador e Wout Poels; com uma vantagem de 11 s sobre o grupo no que iam o resto de favoritos, no baixada Contador começou a dar relevos a Valverde, mas a renda era exigua e na recta de Echevarría foram atingidos pelo resto. No sprint final de Marquina o vencedor foi o velocista Ben Swift, seguido por Valverde e Michał Kwiatkowski. A jornada concluiu assim sem mudanças na classificação geral, em vésperas da decisiva contrarrelógio final.
| \| Classificação por etapas \| Classificação por etapas \| Classificação por etapas \| Classificação por etapas \| Classificação por etapas \| \| Ciclista \| Ciclista \| Equipe \| Tempo \| \| \| ------------------------ \| ------------------------ \| ------------------------ \| ------------------------ \| ------------------------ \| \| 1. \| Ben Swift \| Team Sky \| 3h56m57s \| \| \| 2. \| Alejandro Valverde \| Movistar Team \| + 0s \| \| \| 3. \| Michał Kwiatkowski \| Omega Pharma-Quick Step \| + 0s \| \| \| 4. \| Tom Slagter \| Garmin-Sharp \| + 0s \| \| \| 5. \| Damiano Cunego \| Lampre-Merida \| + 0s \| \| \| 6. \| Cyril Gautier \| Team Europcar \| + 0s \| \| \| 7. \| Jonathan Hivert \| Belkin \| + 0s \| \| \| 8. \| Jean-Christophe Péraud \| AG2R La Mondiale \| + 0s \| \| \| 9. \| Alberto Contador \| Tinkoff-Saxo \| + 0s \| \| \| 10. \| Cadel Evans \| BMC Racing Team \| + 0s \| \| |                        |                         |          |
| |                        |                         |          |
| |                        |                         |          |
| Classificação por etapas |                        |                         |          |
| Ciclista | Ciclista               | Equipe                  | Tempo    |
| 1. | Ben Swift              | Team Sky                | 3h56m57s |
| 2. | Alejandro Valverde     | Movistar Team           | + 0s     |
| 3. | Michał Kwiatkowski     | Omega Pharma-Quick Step | + 0s     |
| 4. | Tom Slagter            | Garmin-Sharp            | + 0s     |
| 5. | Damiano Cunego         | Lampre-Merida           | + 0s     |
| 6. | Cyril Gautier          | Team Europcar           | + 0s     |
| 7. | Jonathan Hivert        | Belkin                  | + 0s     |
| 8. | Jean-Christophe Péraud | AG2R La Mondiale        | + 0s     |
| 9. | Alberto Contador       | Tinkoff-Saxo            | + 0s     |
| 10. | Cadel Evans            | BMC Racing Team         | + 0s     |

| \| Classificação geral \| Classificação geral \| Classificação geral \| Classificação geral \| Classificação geral \| \| Ciclista \| Ciclista \| Equipe \| Tempo \| \| \| ------------------- \| ---------------------- \| ----------------------- \| ------------------- \| ------------------- \| \| 1. \| Alberto Contador \| Tinkoff-Saxo \| 20h30m31s \| \| \| 2. \| Alejandro Valverde \| Movistar Team \| + 12s \| \| \| 3. \| Damiano Cunego \| Lampre-Merida \| + 36s \| \| \| 4. \| Cadel Evans \| BMC Racing Team \| + 36s \| \| \| 5. \| Jean-Christophe Péraud \| AG2R La Mondiale \| + 36s \| \| \| 6. \| Yuri Trofimov \| Katusha \| + 36s \| \| \| 7. \| Michał Kwiatkowski \| Omega Pharma-Quick Step \| + 41s \| \| \| 8. \| Mikel Landa \| Astana \| + 54s \| \| \| 9. \| Wout Poels \| Omega Pharma-Quick Step \| + 55s \| \| \| 10. \| Samuel Sánchez \| BMC Racing Team \| + 56s \| \| |                        |                         |           |
| |                        |                         |           |
| |                        |                         |           |
| Classificação geral |                        |                         |           |
| Ciclista | Ciclista               | Equipe                  | Tempo     |
| 1. | Alberto Contador       | Tinkoff-Saxo            | 20h30m31s |
| 2. | Alejandro Valverde     | Movistar Team           | + 12s     |
| 3. | Damiano Cunego         | Lampre-Merida           | + 36s     |
| 4. | Cadel Evans            | BMC Racing Team         | + 36s     |
| 5. | Jean-Christophe Péraud | AG2R La Mondiale        | + 36s     |
| 6. | Yuri Trofimov          | Katusha                 | + 36s     |
| 7. | Michał Kwiatkowski     | Omega Pharma-Quick Step | + 41s     |
| 8. | Mikel Landa            | Astana                  | + 54s     |
| 9. | Wout Poels             | Omega Pharma-Quick Step | + 55s     |
| 10. | Samuel Sánchez         | BMC Racing Team         | + 56s     |

### Etapa 6
| Marquina-Jeméin - Marquina-Jeméin | contrarrelógio individual | (25,9 km) |

#### Resumo
A última jornada consistia numa contrarrelógio individual de quase 26 km com saída e chegada em Marquina-Jeméin, cujo percurso pela comarca de Leia Artibai incluía as cotas de Gontzagaigana e Santa Eufemia, se localizando entre ambas o ponto intermediário para a tomada de referências. A crono apresentava-se decisiva para decidir a classificação geral da rodada basca, já que até 14 ciclistas encontravam-se numa forquilha de tempos inferior ao minuto.
O tempo de referência marcou-o o contrarrelógista Tony Martin, depois de bater os registos de Tom Dumoulin e Ion Izagirre. O triplo campeão do mundo da especialidade baseou seu domínio na primeira parte do traçado, dado que as diferenças marcadas em meta seriam praticamente as mesmas que no ponto intermediário. Apesar disso, nenhum dos homens que disputavam a general pôde melhorar seu tempo e Martin se proclamou vencedor da crono, elevando a duas seu triunfos de etapa nessa edição.
O líder Alberto Contador foi o melhor dos favoritos, a 7 s de Martin, pelo que ampliou a sua vantagem sobre o resto de candidatos e se converteu no vencedor da camisola amarelo, no que supunha sua terça txapela depois das conseguidas em 2008 e 2009. A Contador acompanharam-lhe no pódio final Michał Kwiatkowski e Jean-Christophe Péraud, segundo (a 49 s) e terceiro (a 1 min 04 s) respectivamente. Simon Špilak repetiu o quarto posto na geral obtido no ano anterior, voltando a ficar fora do terceiro cajón por estreita margem (três segundos nesta ocasião).
O principal danificado da jornada foi o até então segundo classificado Alejandro Valverde, já que depois de uma contrarrelógio na que disse se ter encontrado sem forças caiu até quinta praça (a centésimas de segundo de Špilak), cedendo assim mesmo a classificação secundária da regularidade ante Kwiatkowski. Além do caso de Špilak e Valverde, também se decidiram por um segundo ou menos o sexto posto (Tejay van Garderen sobre seu colega de equipa Cadel Evans), o oitavo (Yuri Trofímov sobre Thibaut Pinot) e o décimo (Wout Poels desbancó a Damiano Cunego, que concluiria undécimo).
| \| Classificação por etapas \| Classificação por etapas \| Classificação por etapas \| Classificação por etapas \| Classificação por etapas \| \| Ciclista \| Ciclista \| Equipe \| Tempo \| \| \| ------------------------ \| ------------------------ \| ------------------------ \| ------------------------ \| ------------------------ \| \| 1. \| Tony Martin \| Omega Pharma-Quick Step \| 38m33s \| \| \| 2. \| Alberto Contador \| Tinkoff-Saxo \| + 7s \| \| \| 3. \| Michał Kwiatkowski \| Omega Pharma-Quick Step \| + 15s \| \| \| 4. \| Simon Špilak \| Katusha \| + 16s \| \| \| 5. \| Jean-Christophe Péraud \| AG2R La Mondiale \| + 35s \| \| \| 6. \| Tom Dumoulin \| Giant-Shimano \| + 38s \| \| \| 7. \| Ion Izagirre \| Movistar Team \| + 41s \| \| \| 8. \| Alejandro Valverde \| Movistar Team \| + 1m02s \| \| \| 9. \| Tejay van Garderen \| BMC Racing Team \| + 1m05s \| \| \| 10. \| Thibaut Pinot \| FDJ.fr \| + 1m25s \| \| |                        |                         |         |
| |                        |                         |         |
| |                        |                         |         |
| Classificação por etapas |                        |                         |         |
| Ciclista | Ciclista               | Equipe                  | Tempo   |
| 1. | Tony Martin            | Omega Pharma-Quick Step | 38m33s  |
| 2. | Alberto Contador       | Tinkoff-Saxo            | + 7s    |
| 3. | Michał Kwiatkowski     | Omega Pharma-Quick Step | + 15s   |
| 4. | Simon Špilak           | Katusha                 | + 16s   |
| 5. | Jean-Christophe Péraud | AG2R La Mondiale        | + 35s   |
| 6. | Tom Dumoulin           | Giant-Shimano           | + 38s   |
| 7. | Ion Izagirre           | Movistar Team           | + 41s   |
| 8. | Alejandro Valverde     | Movistar Team           | + 1m02s |
| 9. | Tejay van Garderen     | BMC Racing Team         | + 1m05s |
| 10. | Thibaut Pinot          | FDJ.fr                  | + 1m25s |

| \| Classificação geral \| Classificação geral \| Classificação geral \| Classificação geral \| Classificação geral \| \| Ciclista \| Ciclista \| Equipe \| Tempo \| \| \| ------------------- \| ---------------------- \| ----------------------- \| ------------------- \| ------------------- \| \| 1. \| Alberto Contador \| Tinkoff-Saxo \| 21h09m11s \| \| \| 2. \| Michał Kwiatkowski \| Omega Pharma-Quick Step \| + 49s \| \| \| 3. \| Jean-Christophe Péraud \| AG2R La Mondiale \| + 1m04s \| \| \| 4. \| Simon Špilak \| Katusha \| + 1m07s \| \| \| 5. \| Alejandro Valverde \| Movistar Team \| + 1m07s \| \| \| 6. \| Tejay van Garderen \| BMC Racing Team \| + 1m56s \| \| \| 7. \| Cadel Evans \| BMC Racing Team \| + 1m56s \| \| \| 8. \| Yuri Trofimov \| Katusha \| + 2m13s \| \| \| 9. \| Thibaut Pinot \| FDJ.fr \| + 2m14s \| \| \| 10. \| Wout Poels \| Omega Pharma-Quick Step \| + 2m26s \| \| |                        |                         |           |
| |                        |                         |           |
| |                        |                         |           |
| Classificação geral |                        |                         |           |
| Ciclista | Ciclista               | Equipe                  | Tempo     |
| 1. | Alberto Contador       | Tinkoff-Saxo            | 21h09m11s |
| 2. | Michał Kwiatkowski     | Omega Pharma-Quick Step | + 49s     |
| 3. | Jean-Christophe Péraud | AG2R La Mondiale        | + 1m04s   |
| 4. | Simon Špilak           | Katusha                 | + 1m07s   |
| 5. | Alejandro Valverde     | Movistar Team           | + 1m07s   |
| 6. | Tejay van Garderen     | BMC Racing Team         | + 1m56s   |
| 7. | Cadel Evans            | BMC Racing Team         | + 1m56s   |
| 8. | Yuri Trofimov          | Katusha                 | + 2m13s   |
| 9. | Thibaut Pinot          | FDJ.fr                  | + 2m14s   |
| 10. | Wout Poels             | Omega Pharma-Quick Step | + 2m26s   |

## Classificações finais
- As classificações finalizaram da seguinte forma[4]:

### Classificação geral
| \| Classificação geral \| Classificação geral \| Classificação geral \| Classificação geral \| Classificação geral \| \| Ciclista \| Ciclista \| Equipe \| Tempo \| \| \| ------------------- \| ---------------------- \| ----------------------- \| ------------------- \| ------------------- \| \| 1. \| Alberto Contador \| Tinkoff-Saxo \| 21h09m11s \| \| \| 2. \| Michał Kwiatkowski \| Omega Pharma-Quick Step \| + 49s \| \| \| 3. \| Jean-Christophe Péraud \| AG2R La Mondiale \| + 1m04s \| \| \| 4. \| Simon Špilak \| Katusha \| + 1m07s \| \| \| 5. \| Alejandro Valverde \| Movistar Team \| + 1m07s \| \| \| 6. \| Tejay van Garderen \| BMC Racing Team \| + 1m56s \| \| \| 7. \| Cadel Evans \| BMC Racing Team \| + 1m56s \| \| \| 8. \| Yuri Trofimov \| Katusha \| + 2m13s \| \| \| 9. \| Thibaut Pinot \| FDJ.fr \| + 2m14s \| \| \| 10. \| Wout Poels \| Omega Pharma-Quick Step \| + 2m26s \| \| \| 11. \| Damiano Cunego \| Lampre-Merida \| + 2m26s \| \| \| 12. \| Simon Yates \| Orica-GreenEDGE \| + 3m17s \| \| \| 13. \| Tom Slagter \| Garmin-Sharp \| + 3m32s \| \| \| 14. \| Mikel Landa \| Astana \| + 3m36s \| \| \| 15. \| Samuel Sánchez \| BMC Racing Team \| + 3m47s \| \| \| 16. \| Robert Kišerlovski \| Trek Factory Racing \| + 4m05s \| \| \| 17. \| Roman Kreuziger \| Tinkoff-Saxo \| + 6m04s \| \| \| 18. \| Arnold Jeannesson \| FDJ.fr \| + 8m55s \| \| \| 19. \| Cyril Gautier \| Team Europcar \| + 9m43s \| \| \| 20. \| Warren Barguil \| Giant-Shimano \| + 10m20s \| \| |                        |                         |           |
| |                        |                         |           |
| Fonte: ProCyclingStats |                        |                         |           |
| Classificação geral |                        |                         |           |
| Ciclista | Ciclista               | Equipe                  | Tempo     |
| 1. | Alberto Contador       | Tinkoff-Saxo            | 21h09m11s |
| 2. | Michał Kwiatkowski     | Omega Pharma-Quick Step | + 49s     |
| 3. | Jean-Christophe Péraud | AG2R La Mondiale        | + 1m04s   |
| 4. | Simon Špilak           | Katusha                 | + 1m07s   |
| 5. | Alejandro Valverde     | Movistar Team           | + 1m07s   |
| 6. | Tejay van Garderen     | BMC Racing Team         | + 1m56s   |
| 7. | Cadel Evans            | BMC Racing Team         | + 1m56s   |
| 8. | Yuri Trofimov          | Katusha                 | + 2m13s   |
| 9. | Thibaut Pinot          | FDJ.fr                  | + 2m14s   |
| 10. | Wout Poels             | Omega Pharma-Quick Step | + 2m26s   |
| 11. | Damiano Cunego         | Lampre-Merida           | + 2m26s   |
| 12. | Simon Yates            | Orica-GreenEDGE         | + 3m17s   |
| 13. | Tom Slagter            | Garmin-Sharp            | + 3m32s   |
| 14. | Mikel Landa            | Astana                  | + 3m36s   |
| 15. | Samuel Sánchez         | BMC Racing Team         | + 3m47s   |
| 16. | Robert Kišerlovski     | Trek Factory Racing     | + 4m05s   |
| 17. | Roman Kreuziger        | Tinkoff-Saxo            | + 6m04s   |
| 18. | Arnold Jeannesson      | FDJ.fr                  | + 8m55s   |
| 19. | Cyril Gautier          | Team Europcar           | + 9m43s   |
| 20. | Warren Barguil         | Giant-Shimano           | + 10m20s  |

### Classificação da regularidade
| Classificação por pontos | Classificação por pontos | Classificação por pontos | Classificação por pontos | Classificação por pontos |
| Ciclista                 | Ciclista                 | Equipe                   | Pontos                   |                          |
| ------------------------ | ------------------------ | ------------------------ | ------------------------ | ------------------------ |
| 1.                       | Michał Kwiatkowski       | Omega Pharma-Quick Step  | 81 pts                   |                          |
| 2.                       | Alejandro Valverde       | Movistar Team            | 78 pts                   |                          |
| 3.                       | Ben Swift                | Team Sky                 | 59 pts                   |                          |
| 4.                       | Alberto Contador         | Tinkoff-Saxo             | 58 pts                   |                          |
| 5.                       | Tony Martin              | Omega Pharma-Quick Step  | 50 pts                   |                          |
| 6.                       | Damiano Cunego           | Lampre-Merida            | 45 pts                   |                          |
| 7.                       | Jean-Christophe Péraud   | AG2R La Mondiale         | 35 pts                   |                          |
| 8.                       | Wout Poels               | Omega Pharma-Quick Step  | 32 pts                   |                          |
| 9.                       | Tom Slagter              | Garmin-Sharp             | 31 pts                   |                          |
| 10.                      | Cadel Evans              | BMC Racing Team          | 28 pts                   |                          |

### Classificação da montanha
| Classificação da montanha | Classificação da montanha | Classificação da montanha | Classificação da montanha | Classificação da montanha |
| Ciclista                  | Ciclista                  | Equipe                    | Pontos                    |                           |
| ------------------------- | ------------------------- | ------------------------- | ------------------------- | ------------------------- |
| 1.                        | Davide Villella           | Cannondale                | 43 pts                    |                           |
| 2.                        | Romain Sicard             | Team Europcar             | 24 pts                    |                           |
| 3.                        | Matteo Montaguti          | AG2R La Mondiale          | 22 pts                    |                           |
| 4.                        | Ben Gastauer              | AG2R La Mondiale          | 14 pts                    |                           |
| 5.                        | Kristijan Đurasek         | Lampre-Merida             | 13 pts                    |                           |
| 6.                        | Gorka Izagirre            | Movistar Team             | 13 pts                    |                           |
| 7.                        | Tony Martin               | Omega Pharma-Quick Step   | 13 pts                    |                           |
| 8.                        | Wout Poels                | Omega Pharma-Quick Step   | 12 pts                    |                           |
| 9.                        | Alberto Contador          | Tinkoff-Saxo              | 12 pts                    |                           |
| 10.                       | Alejandro Valverde        | Movistar Team             | 12 pts                    |                           |

### Classificação das metas volantes
| Classificação por velocidade | Classificação por velocidade | Classificação por velocidade | Classificação por velocidade | Classificação por velocidade |
| Ciclista                     | Ciclista                     | Equipe                       | Pontos                       |                              |
| ---------------------------- | ---------------------------- | ---------------------------- | ---------------------------- | ---------------------------- |
| 1.                           | Omar Fraile                  | Caja Rural-Seguros RGA       | 15 pts                       |                              |
| 2.                           | Matteo Montaguti             | AG2R La Mondiale             | 8 pts                        |                              |
| 3.                           | Rubén Fernández              | Caja Rural-Seguros RGA       | 6 pts                        |                              |
| 4.                           | Nelson Oliveira              | Lampre-Merida                | 6 pts                        |                              |
| 5.                           | Fabricio Ferrari             | Caja Rural-Seguros RGA       | 6 pts                        |                              |

### Classificação por equipas
| Classificação por equipes | Classificação por equipes | Classificação por equipes | Classificação por equipes |
| Equipe                    | Equipe                    | Tempo                     |                           |
| ------------------------- | ------------------------- | ------------------------- | ------------------------- |
| 1.                        | BMC Racing Team           | 63h34m28s                 |                           |
| 2.                        | Movistar Team             | + 12m14s                  |                           |
| 3.                        | Omega Pharma-Quick Step   | + 13m00s                  |                           |
| 4.                        | Team Europcar             | + 16m06s                  |                           |
| 5.                        | Katusha                   | + 18m26s                  |                           |

## Evolução das classificações
| Etapa (Vencedor)              | Classificação geral | Classificação da montanha | Classificação da regularidade | Classificação de metas volantes | Classificação por equipas |
| ----------------------------- | ------------------- | ------------------------- | ----------------------------- | ------------------------------- | ------------------------- |
| 1.ª etapa (Alberto Contador)  | Alberto Contador    | Davide Villella           | Alberto Contador              | Matteo Montaguti                | BMC Racing                |
| 2.ª etapa (Tony Martin)       | Alberto Contador    | Davide Villella           | Michał Kwiatkowski            | Matteo Montaguti                | BMC Racing                |
| 3.ª etapa (Michael Matthews)  | Alberto Contador    | Davide Villella           | Michał Kwiatkowski            | Matteo Montaguti                | BMC Racing                |
| 4.ª etapa (Wout Poels)        | Alberto Contador    | Davide Villella           | Alejandro Valverde            | Omar Fraile                     | BMC Racing                |
| 5.ª etapa (Ben Swift)         | Alberto Contador    | Davide Villella           | Alejandro Valverde            | Omar Fraile                     | BMC Racing                |
| 6.ª etapa (CRI) (Tony Martin) | Alberto Contador    | Davide Villella           | Michał Kwiatkowski            | Omar Fraile                     | BMC Racing                |
| Final                         | Alberto Contador    | Davide Villella           | Michał Kwiatkowski            | Omar Fraile                     | BMC Racing                |

## UCI World Tour
A Volta ao País Basco outorgou pontos para o UCI WorldTour de 2014, somente para corredores de equipas UCI ProTeam. As seguintes tabelas são o barómetro de pontuação e os corredores que obtiveram pontos:
| Posição             | 1.º | 2.º | 3.º | 4.º | 5.º | 6.º | 7.º | 8.º | 9.º | 10.º |
| Classificação geral | 100 | 80  | 70  | 60  | 50  | 40  | 30  | 20  | 10  | 4    |
| Por etapa           | 6   | 4   | 2   | 1   | 1   |     |     |     |     |      |

| Ciclista               | Equipa                  | Pontos |
| ---------------------- | ----------------------- | ------ |
| Alberto Contador       | Tinkoff-Saxo            | 110    |
| Michał Kwiatkowski     | Omega Pharma-Quick Step | 90     |
| Jean-Christophe Péraud | AG2R La Mondiale        | 71     |
| Alejandro Valverde     | Movistar                | 62     |
| Simon Špilak           | Katusha                 | 61     |
| Tejay van Garderen     | BMC Racing              | 40     |
| Cadel Evans            | BMC Racing              | 30     |
| Yury Trofimov          | Katusha                 | 21     |
| Tony Martin            | Omega Pharma-Quick Step | 12     |
| Ben Swift              | Sky                     | 11     |

| Resto de corredores | Resto de corredores     | Resto de corredores | Resto de corredores |
| ------------------- | ----------------------- | ------------------- | ------------------- |
| Ciclista            | Equipa                  | Pontos              |                     |
| Thibaut Pinot       | Fdj.fr                  | 10                  |                     |
| Wout Poels          | Omega Pharma-Quick Step | 10                  |                     |
| Michael Matthews    | Orica GreenEDGE         | 6                   |                     |
| Kévin Réza          | Europcar                | 4                   |                     |
| Damiano Cunego      | Lampre-Merida           | 3                   |                     |
| Paul Martens        | Belkin                  | 2                   |                     |
| Samuel Sánchez      | BMC Racing              | 2                   |                     |
| Tom Slagter         | Garmin Sharp            | 2                   |                     |
| Bauke Mollema       | Belkin                  | 1                   |                     |

## Cobertura televisiva
A retransmissão televisiva da corrida correu a cargo de Euskal ETB, a televisão pública basca, que emitiu todas as etapas ao vivo através de ETB 1 e ETB HD, e em diferido por ETB Sat. Além de duas motos e as câmaras fixas de meta, contou-se também com um helicóptero para obter imagens aéreas. O narrador das retransmisiones foi Fermin Aramendi, máximo responsável por ciclismo em dita corrente, secundado nos comentários pelo exciclista e apresentador de noticiários Xabier Usabiaga. O jornalista Alfonso Arroio seguia in situ a corrida desde uma moto, entrevistando aos diretores desportivos que iam nos carros e dando referências de tempos e dorsales, além de entrevistar aos ciclistas mais destacados ao termo de cada etapa.
- Eurosport (Europa)